# Peter Gorewski
Peter Gorewski (ur. 25 lutego 1944 w Gliwicach) – strzelec z NRD specjalizujący się w karabinie małokalibrowym, olimpijczyk.
Dwukrotnie wystąpił na igrzyskach olimpijskich (IO 1972, IO 1976), startując za każdym razem w tej samej konkurencji, czyli w strzelaniu z karabinu małokalibrowego leżąc z 50 metrów. W pierwszym starcie uplasował się na 24. miejscu, a w 1976 roku był 37. zawodnikiem turnieju.
Gorewski czterokrotnie zdobył medale mistrzostw Europy. Był dwukrotnym mistrzem kontynentu w zawodach indywidualnych, tytuły te osiągał w 1969 i 1979 roku (na obu uzyskał 598 punktów). Dwukrotnie stawał na podium w turniejach drużynowych, w 1975 roku zdobył srebro w pozycji leżącej (czwarty w zawodach indywidualnych), a w 1969 roku brąz w pozycji stojącej.
Multimedalista mistrzostw NRD (także w konkurencjach innych niż karabin małokalibrowy). Wywalczył co najmniej 29 medali mistrzostw kraju, w tym co najmniej 6 złotych.

## Wyniki olimpijskie
| Igrzyska | Konkurencja                       | Wynik                            | Miejsce | Źródło |
| -------- | --------------------------------- | -------------------------------- | ------- | ------ |
| IO 1972  | Karabin małokalibrowy leżąc, 50 m | 593 punkty (98-99-99-99-99-99)   | 24      | [ 5 ]  |
| IO 1976  | Karabin małokalibrowy leżąc, 50 m | 587 punktów (98-98-98-95-100-98) | 37T     | [ 6 ]  |